# Lemud
Lemud (1915–1918 Mud) – miejscowość i gmina we Francji, w regionie Grand Est, w departamencie Mozela.
Według danych na rok 1990 gminę zamieszkiwały 323 osoby, a gęstość zaludnienia wynosiła 76 osób/km² (wśród 2335 gmin Lotaryngii Lemud plasuje się na 730. miejscu pod względem liczby ludności, natomiast pod względem powierzchni na miejscu 1076.).